# Predrag Nikolić
Predrag Nikolić (* 11. září 1960 Šamac) je šachový velmistr z Bosny a Hercegoviny. Je srbské národnosti, v době války žil v Nizozemsku.
Byl mistrem Jugoslávie (1980, 1984), Nizozemska (1997, 1999) a Bosny a Hercegoviny (2007). V roce 1980 se stal mezinárodním mistrem a v roce 1983 velmistrem. Vyhrál Šachový turnaj ve Wijku aan Zee v letech 1989 a 1994 a Vidmarův memoriál 1989 a 1991. Zúčastnil se dvanácti šachových olympiád, v roce 1980 skončil s týmem Jugoslávie třetí a v roce 1994 s týmem Bosny a Hercegoviny druhý. Jeho nejvyšší skóre Elo bylo 2676 bodů. Hrál německou bundesligu za tým SG Aljechin Solingen a v roce 2016 s ním získal mistrovský titul. V roce 1991 se zúčastnil turnaje kandidátů, kde ho vyřadil v osmifinále Boris Gelfand. V roce 1999 získal stříbrnou medaili na mistrovství Evropy v šachu jednotlivců a v roce 2015 vyhrál mistrovství světa seniorů v šachu.